# Zsennyei Műhely
Zsennyei Műhely Társaság Alapítás ideje: 1978; székhely: Budapest. A magyar hivatásos tervezőművészek (designerek) közössége, amelynek hazai és nemzetközi rendezvényeit korábban a Művelődési Minisztérium és az OMFB Ipari Forma Tervezési és Ergonómiai Irodája támogatta. Az 1990-es években létrehozták a Zsennyei Műhely alapítványt. 1996 óta felvették a MKITSZ tagságot. IV. Nemzetközi Design Workshop-jukat és 30. évfordulós Zsennyei Műhely Konferenciájukat 2008 szeptemberében tartották a zsennyei Bezerédj kastélyban.

## Rendezvényeikből
- 1998 • Professzionális Zsennyei Műhely, DZSEM Klub • DZSEM (Diák Zsennyei Műhely), Tölgyfa Galéria, Budapest
- 2007 • Traktér 3 design workshop, Olaszliszka
- 2008 • IV. Nemzetközi Design Workshop, Zsennye

## Tagjai
- Cserny József alapító tag
- Lelkes Péter alapító tag
- Lissák György

## Kapcsolódó információk
- Lelkes Péter: Zsennyei Műhely (1996).